# Anthriscus sylvestris
Anthriscus sylvestris là một loài thực vật có hoa trong họ Hoa tán. Loài này được (L.) Hoffm. mô tả khoa học đầu tiên năm 1814.

## Hình ảnh

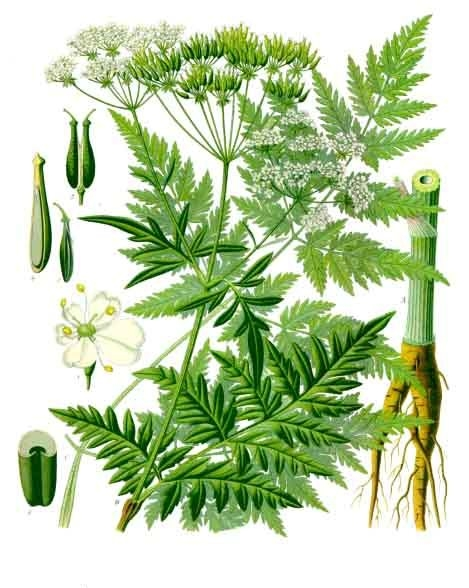
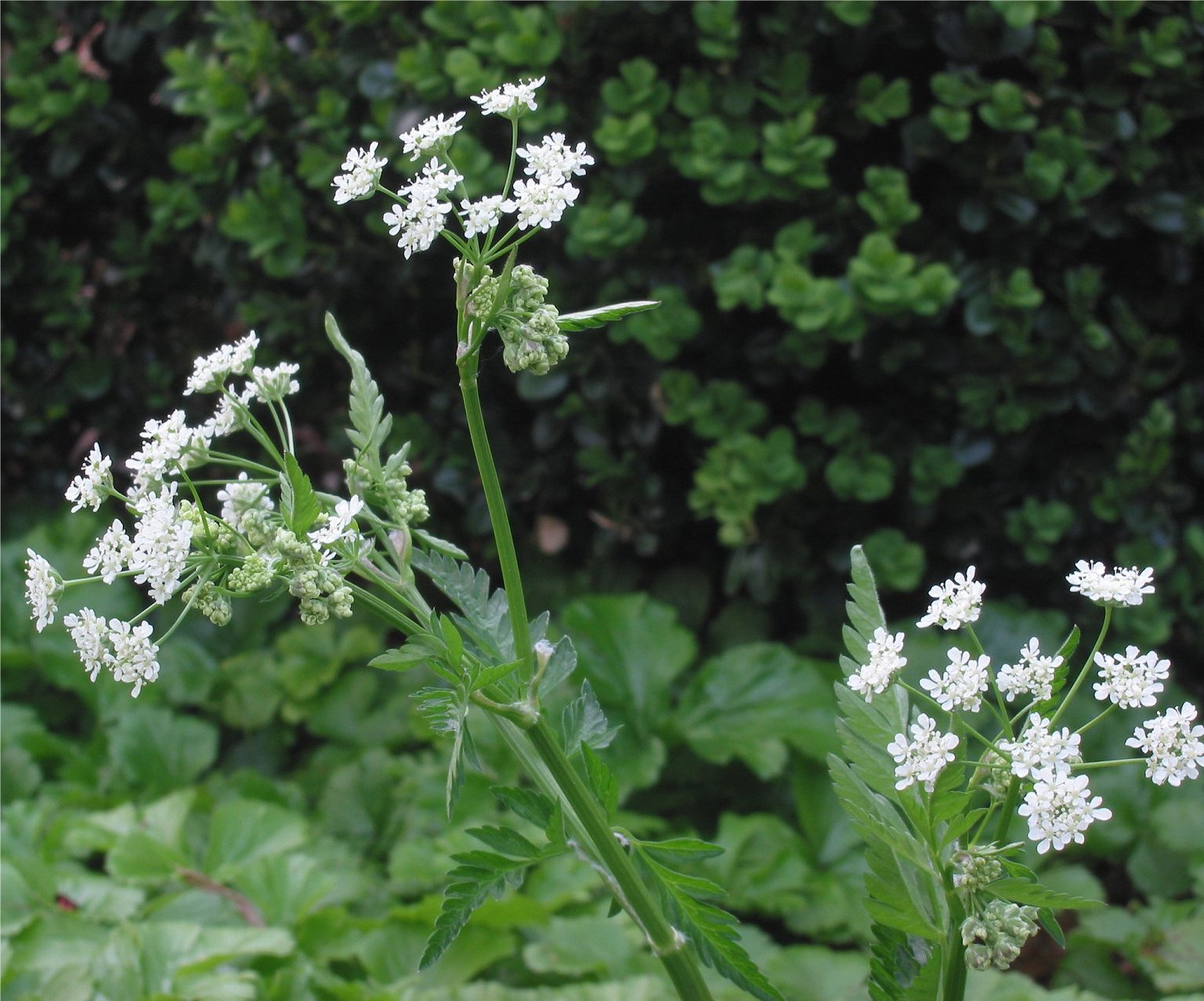
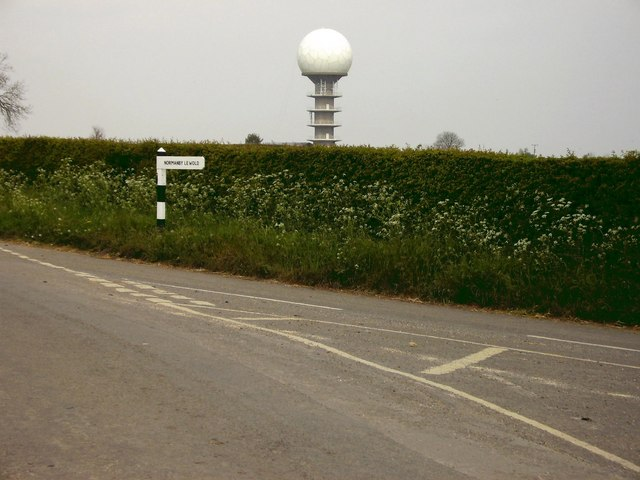